# Karl Stegger
Carl Johan Stegger Sørensen (født 11. januar 1913 i Aarhus, død 13. april 1980 i København), kendt som Karl Stegger, var en dansk skuespiller, der nåede at medvirke i 158 danske film.
Stegger blev uddannet ved Aarhus Teater og efterfølgende ansat som skuespiller ved teatret. Fra 1951 arbejdede han ved forskellige teatre i København og siden 1954 fast ved Folketeatret.
Karl Stegger huskes bl.a. fra sin rolle som Konsul Holm i tv-serien Matador, for sin medvirken i Far til fire-filmene i 1950'erne, hvor han erstattede Ib Schønberg som den populære far, og for sine biroller i Olsen Banden, blandt andet som den pengeglade skrothandler Mads (Femøre) Madsen i Olsen-banden i Jylland, som oberst i Soldaterkammerater på bjørnetjeneste. Karl havde mange roller som en hidsigprop eller som meget mistroisk.
Stegger nævnes i sangen "Nylon Brando" på Shu-bi-duas andet album fra 1975 i linjen: "Malene Schwartz og Mogens Wieth de gik hver til sit / Karl Stegger spilled' lækker og blev lun på Eartha Kitt".

## Privatliv
I mange år døjede han med sukkersyge, hvilket også var skyld i hans død. Gennem sit sygdomsforløb blev han tilbudt at få udført livsforlængende operationer. Imidlertid nægtede han at tage imod disse tilbud, da der var stor risiko for, at det ville gå ud over førligheden.
Karl Stegger ligger begravet på Søndermark Kirkegård.

## Filmografi
- Vesterhavsdrenge (1950)
- Smedestræde 4 (1950)
- To minutter for sent (1952)
- Vi arme syndere (1952)
- Vejrhanen (1952)
- Farlig ungdom (1953)
- Sønnen (1953)
- Kriminalsagen Tove Andersen (1953)
- Adam og Eva (1953)
- Den gamle mølle på Mols (1953)
- Arvingen (1954)
- Det er så yndigt at følges ad (1954)
- I kongens klær (1954)
- Kongeligt besøg (1954)
- Et eventyr om tre (1954)
- Ild og Jord (1955)
- Min datter Nelly (1955)
- Far til fire på landet (1955)
- Far til fire i byen (1956)
- Kristiane af Marstal (1956)
- Taxa K-1640 Efterlyses (1956)
- Ingen tid til kærtegn (1957)
- Far til fire og onkel Sofus (1957)
- Der var engang en gade (1957)
- Tre piger fra Jylland (1957)
- Englen i sort (1957)
- Pigen og vandpytten (1958)
- Far til fire og ulveungerne (1958)
- Krudt og klunker (1958)
- Lyssky transport gennem Danmark (1958)
- Vagabonderne på Bakkegården (1958)
- Guld og grønne skove (1958)
- Styrmand Karlsen (1958)
- Poeten og Lillemor (film) (1959)
- Paw (1959)
- Kærlighedens melodi (1959)
- Far til fire på Bornholm (1959)
- Over gaden - neden vandet (1960)
- Baronessen fra benzintanken (1960)
- Sømand i knibe (1960)
- Poeten og Lillemor og Lotte (1960)
- Støv på hjernen (1961)
- Far til fire med fuld musik (1961)
- Flemming på kostskole (1961)
- Den hvide hingst (1961)
- Poeten og Lillemor i forårshumør (1961)
- Cirkus Buster (1961)
- Ullabella (1961)
- Duellen (1962)
- Den kære familie (1962)
- Det støver stadig (1962)
- Det tossede paradis (1962)
- Drømmen om det hvide slot (1962)
- Et døgn uden løgn (1963)
- Vi har det jo dejligt (1963)
- Frøken April (1963)
- Bussen (1963)
- Sikke'n familie (1963)
- Støv for alle pengene (1963)
- Don Olsen kommer til byen (1964)
- Døden kommer til middag (1964)
- Majorens oppasser (1964)
- Sommer i Tyrol (1964)
- Slottet (1964)
- Alt for kvinden (1964)
- Premiere i helvede (1964)
- Flådens friske fyre (1965)
- Een pige og 39 sømænd (1965)
- Pigen og millionæren (1965)
- Slå først, Frede (1965)
- Hold da helt ferie (1965)
- Passer passer piger (1965)
- Jensen længe leve (1965)
- En ven i bolignøden (1965)
- Pigen og greven (1966)
- Soyas tagsten (1966)
- Ih, du forbarmende (1966)
- Naboerne (1966)
- Min søsters børn (1966)
- Flagermusen (film) (1966)
- Tre små piger (1966)
- Gift (1966)
- Mig og min lillebror (1967)
- Nyhavns glade gutter (1967)
- Jeg - en marki (1967)
- Jeg er sgu min egen (1967)
- Min søsters børn på bryllupsrejse (1967)
- Far laver sovsen (1967)
- Martha (1967)
- Elsk din næste (1967)
- Min søsters børn vælter byen (1968)
- Dyrlægens plejebørn (1968)
- Soldaterkammerater på bjørnetjeneste (1968)
- Jeg - en kvinde 2 (1968)
- De røde heste (1968) (1968)
- Stormvarsel (1968)
- Mig og min lillebror og storsmuglerne (1968)
- Der kom en soldat (1969)
- Sjov i gaden (1969)
- Helle for Lykke (1969)
- Mordskab (1969)
- Olsen-banden på spanden (1969)
- Mig og min lillebror og Bølle (1969)
- Pigen fra Egborg (1969)
- Den røde rubin (1969)
- De fem og spionerne (1969)
- Kys til højre og venstre (1969)
- Og så er der bal bagefter (1970)
- Præriens skrappe drenge (1970)
- Amour (1970)
- Mazurka på sengekanten (1970)
- Revolutionen i vandkanten (1971)
- Min søsters børn når de er værst (1971)
- Tandlæge på sengekanten (1971)
- Den forsvundne fuldmægtig (1971)
- Ballade på Christianshavn (1971)
- Olsen-banden i Jylland (1971)
- Motorvej på sengekanten (1972)
- Rektor på sengekanten (1972)
- Man sku' være noget ved musikken (1972)
- Olsen-bandens store kup (1972)
- Præsten i Vejlby (1972)
- Manden på Svanegården (1972)
- Mig og Mafiaen (1973)
- Fætrene på Torndal (1973)
- Romantik på sengekanten (1973)
- Nøddebo Præstegård (1974) (1974)
- Skipper & Co. (1974)
- Olsen-bandens sidste bedrifter (1974)
- I Tyrens tegn (1974)
- Pigen og drømmeslottet (1974)
- Bejleren - en jysk røverhistorie (1975)
- Piger i trøjen (1975)
- Da Svante forsvandt (1975)
- I Tvillingernes tegn (1975)
- Familien Gyldenkål (1975)
- I Løvens tegn (1976)
- Sømænd på sengekanten (1976)
- Affæren i Mølleby (1976)
- Kassen stemmer (1976)
- Hopla på sengekanten (1976)
- Den korte sommer (1976)
- Piger i trøjen 2 (1976)
- Olsen-banden ser rødt (1976)
- Familien Gyldenkål vinder valget (1977)
- Piger til søs (1977)
- Agent 69 Jensen i Skorpionens tegn (1977)
- Olsen-banden deruda' (1977)
- Pas på ryggen, professor (1977)
- Mig og Charly (1978)
- Olsen-banden går i krig (1978)
- Olsenbanden + Data-Harry sprenger verdensbanken (1978)
- Hør, var der ikke en som lo? (1978)
- Agent 69 Jensen i Skyttens tegn (1978)
- Johnny Larsen (1979)
- Drømme støjer ikke når de dør (1979)
- Lille Virgil og Orla Frøsnapper (1980)
- Trællenes børn (1980)